# 5167 Joeharms
5167 Joeharms este un asteroid din centura principală de asteroizi.

## Descriere
5167 Joeharms este un asteroid din centura principală de asteroizi. A fost descoperit pe 11 aprilie 1985 la Observatorul Palomar de Carolyn S. Shoemaker și Eugene M. Shoemaker. Asteroidul prezintă o orbită caracterizată de o semiaxă mare de 2,67 ua, o excentricitate de 0,21 și o înclinație de 15,0° în raport cu ecliptica.